# Guardia Bermellón
Guardia Bermellón es una banda chilena Redskin de influencias Punk y Oi! integrantes del movimiento musical Rock proletario. La temática de sus canciones están influenciadas por la ideología comunista y la contingencia política y social tanto en Chile como en América Latina. Actualmente Guardia Bermellón es una banda que tiene cuatro discos además de colaboraciones en distintos compilados.

## Historia
La banda nace a fines del año 2006 en Santiago de Chile cuando todos los miembros eran parte del movimiento RASH (Acrónimo del Red & Anarchist Skin Heads). En el mismo período se integran a tocar en circuitos de bandas de estilo Oi!, Hardcore, Ska y Punk de la capital. Desde sus primeras presentaciones en vivo comienzan a tocar canciones en cuyas letras exponen una marcada crítica hacia el modelo capitalista así como de una exaltación hacia el comunismo influenciados por bandas Redskin como Banda Bassotti, Núcleo Terco, Opció k-95, Negu Gorriak, Kortatu, entre otras.
Graban un primer Demo Homónimo de cuatro temas el año 2007. Luego extraerían un disco en vivo de la presentación en el local Piraña Rock del día sábado 8 de marzo de 2008 para un festival de Antifascismo. El primer disco extenso de diez temas titulado El Motor de La Historia fue publicado el año 2010 y es el que les otorga cierta notoriedad internacional. Su más reciente trabajo es el EP titulado Nuestro Deber que contiene cuatro temas promocionales y que vio luz en diciembre del 2011.
Guardia Bermellón ha compartido escenario con bandas reconocidas como Juana Fe, Chico Trujillo, Curasbún Oi!, Banda Conmoción, Salvaje Decibel, Fiskales Ad-Hok en distintos festivales tanto en apoyo a causas por el Conflicto mapuche, por los Presos Políticos como en la Movilización estudiantil en Chile de 2011-2012 entre otros. 
La banda ha mostrado un abierto apoyo a campañas en favor de Manuel Pérez Martínez, alias Camarada Arenas y de Ahmad Sa'adat. También la banda suscitó el interés del escritor y artista germano-dominicano Yves Drube (El Patrón: Höllische Seilschaften im Paradies - 2009) quién le realizó una entrevista para el periódico alemán de izquierda Linke Zeitung.

## Miembros
1. Fidel Bermello - Voz
2. Diego "Forlán" Ramos - Bajo y coros
3. Fer Bermello - Guitarra
4. Francisco "Raquel" Moya - Guitarra
5. Emilio Milo Olivares - Batería

## Discografía
- Guardia Bermellón (2008)

1. Igual Que Ayer
2. Latinoamérica
3. Redskins
4. Reforma No!

- Guardia Bermellón En Vivo (Directo desde Piraña Rock) (2008)

1. Trabajador
2. Asesinos del Pueblo
3. Latinoamérica
4. Reforma No!
5. Redskins
6. Igual Que Ayer
7. Barricada Roja (Adaptación del tema interpretado por Núcleo Terco de la banda italiana Barricatta Rossa)

- El Motor de la Historia (2010)

1. El Motor de la Historia
2. Trabajador
3. Latinoamérica
4. Asesinos del Pueblo
5. Igual Que Ayer
6. Arde Barricada
7. Reforma No!
8. No Estás Solo
9. Redskins
10. Memoria Intacta (Bonus Track)

- Nuestro Deber (EP) (2011)

1. Nuestro Deber
2. Héroes
3. Inmigrante
4. En Tus Manos

### Participaciones en recopilatorios
- Latinamérica Libre Compilado del RASH Región Metropolitana Chile (2007).
- The RASH United Army Vol.3 We Will Never Forget! We Will Never Forgive! - Compilado de bandas internacionales del RASH (Red & Anarquist Skinheads)(2011).
- Musikarmados Hasta los Dientes Vol.2 Compilado en solidaridad con los presos políticos chilenos(2012).

## Entrevistas
- Entrevista sitio web colombiano RASH Sudamérica (2007)
- Entrevista para web de difusión internacional de música y cultura Molotov (2008)
- Entrevista para revista chilena La Mochila (2008)
- Entrevista a Guardia Bermellón por escritor germano-dominicano Yves Drube y publicada en web alemana Linke Zeitung (2010) en alemán
- Entrevista para revista periodística digital Antagonismo Social (2011)
- Entrevista para zine musical internacional Street Warriors (2012)
- Entrevista en página internacional Portal del Rock.com (2012)
- Entrevista para página de la Federación Rusa RASH Rusia & ex USSR(2012) En ruso

- Datos: Q5887291